# 格倫艾倫 (加利福尼亞州)
格倫艾倫（英語：Glen Ellen）是位於美國加利福尼亞州索諾馬縣的一個人口普查指定地區。

## 地理
格倫艾倫的座標為38°21′52″N 122°31′52″W / 38.36444°N 122.53111°W，而該地最高點為海拔高度77米（即253英尺）。

## 人口
根據2010年美國人口普查的數據，格倫艾倫的面積為5.448平方千米，當中陸地面積為5.445平方千米，而水域面積為0.003平方千米。當地共有人口784人，而人口密度為每平方千米143人。